# Ljusdals BK
L'Ljusdals BK è un club di bandy con sede a Ljusdal, in Svezia. Il club è stato fondato nel 1943.

## Palmarès
- Campionati svedesi: 1

1975